# Вулиця Бузинова (Львів)
Вулиця Бузинова — вулиця у Шевченківському районі міста Львова, в місцевості Кам'янка (мікрорайон Рясне). Сполучає вулиці Маршалівка та Порічкову. Прилучаються вулиці Лугова та Аґрусова.

## Історія та забудова
Вулиця отримала назву у 1958 році. Забудована приватними будинками 1930-х—2000-х років. Збереглося декілька дерев'яних будинків.